# Grand Chase
Grand Chase (coreano: 그랜드 체이스, lit. Grand Chase) é um MMORPG desenvolvido pela empresa sul-coreana KOG Studios, no qual o primeira versão foi um jogo on-line de luta 2D com gráficos em 3D, grátis. A história foca a aventura do time Grand Chase, inicialmente composto por 3 personagens: Elesis, Lire e Arme, além da Lin, que também foi adicionada como personagem inicial. Conforme o enredo avança, entram no time os personagens: Lass, Ryan, Ronan, Amy, Jin, Sieghart, Mari, Dio, Zero, Rey, Lupus, Uno, Azin, Holy, Edel, Veigas e Uno . Grand Chase possuía servidores na Coreia do Sul, Taiuã, Brasil, Filipinas,  Estados Unidos, Tailândia e Indonésia. O servidor de Taiuã nomeia o jogo como "小 侠3" (Mandarim: lit. Três Jovens Heróis).
Apesar de ser originalmente coreano, o Brasil que possuía o maior número de jogadores, com um recorde de 39.500 jogadores simultâneos.
Apesar de ser essencialmente um jogo de luta, ele tem uma história de fundo para cada personagem, assim como uma para o continente Vermécia, que é o ponto de partida do jogador. Uma história sequencial do universo de Grand Chase pode ser revelada visitando todos os desafios do jogo pela ordem que são listados.
Apesar da história por trás de cada personagem ser a mesma em todos os servidores, a história de Vermécia, bem como a ortografia de certos lugares, podem variar conforme os servidores, embora os acontecimentos em que tiveram lugar são semelhantes.

## História
Há seis séculos ocorreu a Primeira Guerra Mágica, na qual tribos demoníacas vindas de outra dimensão atacaram o reino de Calnat, na lendária terra de Arquimídia. Calnat era o reino humano mais desenvolvido de todos, mesclando magia e tecnologia como nunca se havia visto antes. Após inúmeras batalhas, a guerra chegou ao fim quando uma gigantesca explosão destruiu complemente Calnat, não deixando qualquer vestígio de sua outrora avançada civilização.
Apesar das tribos demoníacas terem desaparecido junto com a destruição de Calnat, o vazio deixado pelo reino mais poderoso dos humanos permitiu que dezenas de monstros prosperassem. Se aproveitando desta situação, Cazeaje, a Rainha da Escuridão, reuniu as forças das trevas e iniciou sua campanha para dominar o mundo.
Ela foi detida por um jovem herói vindo do reino de Canaban, conhecido como o maior herói de Vermécia, que se sacrificou para selar o poder sombrio de Cazeaje.
Após esses acontecimentos, o mundo prosperou em relativa paz. Apesar dos rumores dizerem que em Arquimídia os conflitos nunca cessaram e que a civilização dos elfos continuou em guerra com o reino dos anões, à medida que os humanos perderam contato com essa região após a destruição de Calnat, essas histórias foram se tornando lendas e contos de fadas.
No continente de Vermécia, humanos viviam em harmonia com os elfos locais, que preferiram se isolar em suas florestas e ilhas, longe da civilização que mais uma vez crescia e se expandia. Já os humanos estavam divididos entre dois reinos: Serdin, que explorava o caminho da magia, e Canaban, famoso por seus heróis e guerreiros poderosos. A paz era selada por votos de amizade entre esses povos.
Mas um belo dia, no reino de Canaban, Cazeaje ressurgiu, buscando se vingar dos humanos que no passado a aprisionaram. Após assassinar o servo mais leal do rei de Canaban, ela assumiu sua aparência e seu posto de confiança. Sob esse disfarce, Cazeaje lentamente começou a inspirar os governantes do reino com promessas de grandes conquistas, poder e glória. E Canaban começou a trilhar o caminho da escuridão.[carece de fontes?]
Buscando expandir suas fronteiras e influenciado sem saber por Cazeaje, o reino de Canaban invadiu Serdin, dando início a uma guerra que durou cinco anos e que devastou Vermécia. Vilas foram destruídas, muitas vidas foram perdidas e diversos heróis tombaram em batalhas históricas. Até mesmo os elfos e anões deixaram seus lares para defender Serdin, mas o exército de Canaban foi implacável. Durante a maior batalha entre os dois reinos, Cazeaje finalmente revelou seu disfarce e tirou a vida do rei de Serdin.
Ao ver seu antigo amigo morto e descobrir a traição de Cazeaje, o rei de Canaban foi tomado por uma fúria sem limites e tentou enfrentar a traidora. Contudo, isso fazia parte do plano da Rainha das Trevas, que já estava preparada para o ataque do rei e facilmente tirou a sua vida, desaparecendo do campo de batalha logo depois e deixando os dois reinos em ruína e sem soberano. Era o fim da guerra entre os dois reinos, porém os humanos tinham pouco o que comemorar diante de tanta tragédia.
Em Serdin, logo após o fim das batalhas que destruíram o reino, vários monstros surgiram causando medo na população e espalhando o caos. Florestas e cidades eram destruídas pelo ataque dessas criaturas desconhecidas. Ainda abalada pela morte de seu marido, a rainha de Serdin recebeu uma notícia trazida pelos maiores magos do reino: Cazeaje, a Rainha da Escuridão, estava novamente reunindo um grande exército de monstros sob seu controle para uma vez mais tentar dominar o mundo.
A rainha de Serdin buscou o apoio da rainha de Canaban e novamente a paz foi restabelecida em Vermécia, que agora enfrentava os ataques dos monstros. Enquanto Canaban e Serdin começavam a se reconstruir e preparar seus exércitos contra as forças do mal, as rainhas decidiram que deveria ser criado um grupo de elite com os maiores guerreiros dos dois reinos.
Infelizmente, os guerreiros de ambos os reinos estavam combalidos pela guerra. Por isso a Comandante Lothos, encarregada da missão, decidiu recrutar novatos com bastante potencial, e iniciar o treinamento que moldaria os futuros heróis de Vermécia. Foram convocadas, então, três jovens que iniciaram a grande caçada para encontrar Cazeaje e acabar com seu mal de uma vez por todas. Assim foi fundada a tropa da Grand Chase.

## Personagens
Existem vinte personagens jogáveis que podem se alternar entre partidas e missões. Cada personagem é equipado e nivelado separadamente. A maior parte dos equipamentos é de um personagem especifico como na maioria dos MMORPGs.[carece de fontes?]
Na versão brasileira, os jogadores tem acesso apenas a quatro personagens do jogo: Elesis, Lire, Arme e Lin), sendo necessário completar missões para conseguir os outros personagens.[carece de fontes?]

## Evolução do personagem
Apesar de ser um jogo de luta, um dos recursos de Grand Chase é a capacidade de evoluir os personagens. Como em um RPG, à medida que seus níveis aumentam, seu dano e sua energia também aumentam. Além disso, essa evolução coloca mais armas e armaduras à disposição para melhorar ainda mais o desempenho do personagem.
A experiência ganha varia conforme seu nível, e pode ser obtida em qualquer um dos modos de jogo.
O nível máximo do jogo é 85. Nenhum jogador poderá ter personagens nível maior de 85, GMs (Game Masters) podem editar seus níveis, mas nem o nível deles pode ser maior que 85. O Presidente da KOG, Won Lee afirmou que o nível máximo seria ajustado ainda em 2009, o que não ocorreu, mas que já foi confirmado no Level Up! live que seria ainda em 2010 mas só ocorreu em 2011, quando o nível máximo passou a ser 85.

## Árvore de Talentos
A "Árvore de Talentos" é um sistema que contém golpes, ataques especiais e habilidades novas para o personagem. Os novos talentos são adquiridos de acordo com o nível: quanto maior o nível, mais habilidades novas o jogador poderá usar. Há também os "Ataques especiais de CASH", que só podem ser abertos com uma "Chave de Talentos", que custa 130 CASH. Atualmente 11  personagens possuem a "Árvore de Talentos": Elesis (Espadachim), Lire (Arqueira), Arme (Maga), Lass (Ninja), Ryan (Druida), Ronan (Arcano), Amy (Dançarina), Jin (Lutador) e Sieghart (Gladiador). Dio, Zero, Rey e Lupus, possuem uma árvore de habilidades um tanto quanto diferente à dos demais personagens, denominada "Sistema AP" sendo baseada no seu modo de combate AP (Action Points). Diferentemente dos outros personagens, Dio, Zero, Rey e Lupus já vem com sua árvore de talentos, onde é possível criar diversas builds.

## Mascotes

Gosma, um dos mascotes do jogo

Os mascotes podem ser comprados na loja do jogo, usando CASH, Pontos de diário (P↑) e também podem ser adquiridos em eventos. Cada mascote possui um ataque diferente, que também pode ser adquirido na loja. É necessário mantê-lo alimentado com cristais, gemas ou certos alimentos específicos para o pet, pois apesar dele nunca morrer, se ele não estiver alimentado, não poderá ganhar experiência para evoluir. Alguns mascotes podem paralisar, empurrar ou jogar o adversário longe. Há alguns mascotes que são especializados para missões e não são bons em PvP (Player Vs Player), e vice-e-versa. Sendo a Gosma melhor pet.

## Modos de Jogo
Em Grand Chase existem, 4 modos de jogo atualmente: Minigame, PVP, Missão e Coliseu onde você pode lutar contra outros personagens com os seus atributos igualados e ganhar itens. Além do Modo Praticar, no qual o jogador pode praticar com todas a classes existentes no jogo até então.

### Missões
Nas missões o jogador pode montar times de até quatro jogadores, o que é muito útil, já que você tem apenas três vidas para realizar cada uma. A medida que você realiza as missões do "Mapa mundo, novas missões e continentes ficarão disponíveis. Se usar a tecla "TAB" durante a missão você poderá visualizar o minimapa e ver todos os caminhos por onde pode seguir. Além disso, você pode acompanhar o andamento do seu desafio na missão, caso esteja realizando algum.

#### Missões e continentes
| CONTINENTES          | CONTINENTES      | CONTINENTES | CONTINENTES |
| Serdin               | Serdin           | Serdin      | Serdin      |
| Missão               | Chefe            | Nível       |             |
| Floresta do Desafio  | Ente             | 0 - 2       |             |
| Torre Sombria        | Wendy            | 2 - 4       |             |
| Arredores de Serdin  | Guerreiro Oak    | 4 - 6       |             |
| Praia Carry          | Rainha Harpia    | 6 - 8       |             |
| Templo Oak           | Lorde Oak        | 8 - 10      |             |
| Calabouço do Gorgos  | Gorgos Vermelho  | 10 - 12     |             |
| Canaban              | Canaban          | Canaban     | Canaban     |
| Floresta Élfica      | Troll            | 12 - 14     |             |
| Vale do Juramento    | Gigante Drillmon | 14 - 16     |             |
| Pântano Esquecido    | Elizabeth        | 16 - 18     |             |
| Cemitério dos Mortos | Lich             | 18 - 20     |             |
| Cidade Abandonada    | Paradom          | 20 - 22     |             |
| Castelo de Gaicoz    | Gaicoz           | 22 - 24     |             |
| -------------------- | ---------------- | ----------- | ----------- |

#### Modo Heroico
No Modo Heroico, as missões de Grand Chase ficam mais difíceis, já que todos os monstros possuem 3 atributos especiais e além disso os níveis deles aumentam, deixando-os mais fortes. Para acessar o Modo Heroico em qualquer missão, é necessário utilizar um Ticket Heroico. Nesse modo todas as fases terão uma dificuldade altíssima e, ao completar o desafio, recebe-se mais experiência do que o normal, além de ganhar recompensas ainda mais valiosas. Há até mesmo alguns itens que o jogador só pode conseguir dessa forma, como os Títulos.

#### Desafio Continental
O Desafio Continental é um modo que não é permanente no jogo, ele vem em períodos determinados. Ele é uma missão que em cada estágio aparece um Chefe do respectivo local, a ordem é de acordo com a história do jogo. Nele você destrói baús depois que matar os chefes para obter um item, que pode ir de um simples núcleo antigo até uma chave de talentos.

### PVP
O Modo Player vs Player (Pt: Jogador contra Jogador) é um modo que no qual os jogadores podem se enfrentar, podendo ser 1x1, 2x2, 3x3 ou Sobrevivência. No Modo PVP o jogador pode escolher jogar em Batalha, Sobrevivência, PVP Capitão ou em Modos Especiais de PVP. Além de poder escolher também o lado que quer ficar, Canaban (Lado Roxo) ou Serdin (Lado Branco).

#### Batalha
No modo Batalha, o jogador e até mais cinco outros jogadores podem se dividir em time, podendo ser 1x1, 2x2, 3x3.

#### TAG
No modo TAG, o jogador pode escolher até dois personagens para enfrentar o oponente, podendo alternar de personagem no meio da partida apertando "C".

#### Sobrevivência
O modo Sobrevivência pode ser jogado tanto em Batalha ou TAG. Na Sobrevivência todos os outros jogadores que estão na sala são seu inimigo, e o ganhador da partida será aquele que não perder todas as 3 vidas e/ou o que mais matar oponentes.

### PVP Capitão
O PVP Capitão, é um modo especial, que só aparece no Grand Chase em certos períodos, ficando no jogo por no máximo 2 semanas. Para jogar o PVP Capitão, serão necessários pelos menos 4 jogadores. Com exceção do Capitão, todos que forem nocauteados serão ressuscitados constantemente, até que o Capitão seja derrotado duas vezes. A vitória é conquistada assim que o Capitão de uma das equipes for derrotado duas vezes. O Capitão é decidido aleatoriamente pelo jogo. Com exceção do Capitão, todos os outros jogadores não sofrem alteração em seus atributos. O Capitão tem acréscimo de 50% em seus atributos. O Capitão é destacado com uma marca em sua cabeça. O HP do Capitão não se recupera. Quando o Capitão de uma equipe é derrotado pela primeira vez, os atributos dos oponentes caem 80%. É a chance de derrotar o Capitão adversário.

### Destrua o Boneco Gigante
Destrua o Boneco Gigante é um modo que não é permanente no jogo, ele vem em períodos determinados. Seu objetivo é destruir o boneco gigante do adversário, antes que ele(s) destrua(m) o seu. Esses bonecos mudam de aparência de acordo com a época em que ele é implantado. Por exemplo, quando é implantado na semana do Halloween, os bonecos passam a ser Abóboras Gigantes, ou quando está em Dezembro, passam a ser Bonecos de Neve Gigante etc. Quando ele é implantado em um período sem datas comemorativas, os bonecos têm aparência apenas de bonecos de brinquedo.

### Minigame
O Minigame, pode se acessado no Plaza através do NPC do Minigame. Nele há dois modos diferentes, Destrua as Bombas e Destrua os Balões.

#### Destrua as Bombas
No Destrua as Bombas, o jogador controla a Espadachim, Elesis. O Jogador terá que destruir o máximo de Bombas possível. A dificuldade vai aumentando enquanto o jogador está destruindo as bombas. Existem também "Barris Bônus", que o qual, se for destruído, destrói todas as outras bombas ou diminui a velocidade da explosão.

#### Destrua os Balões
No Destrua os Balões, o jogador controla a Arqueira, Lire . Os jogador terá que destruir o máximo de balões possível. A dificuldade vai aumentando enquanto o jogador está destruindo os balões. Há também "Balões Especiais", que o qual, se for destruído, destrói todos os outros balões ou diminui a sua velocidade.

### Outros Modos
Existem também os outros modos de jogo, disponíveis em alguns servidores de Grand Chase. Esses modos são: Arena (DeathMatch) e Expedição. Em Outubro de 2009, um jogador modificou os arquivos do Grand Chase e adicionou esses modos, com arquivos que foram retirados do Servidor Coreano. O motivo desses modos não terem sido lançados ainda no Servidor Brasileiro, é de que, quando eles foram lançados no outros servidores, houve uma grande instabilidade, e sendo a assim, a KOG' Studios (Desenvolvedora do Jogo), achou melhor não trazê-los para o Servidor Brasileiro. Esses modos existiam na Season 1, mas que por algum motivo foram retirados com a chegada da Season 2 (Assim como outros modos). Há também o Modo de Batalha entre Guildas (GvG), que entrou em operação em 2011. Além disso no Servidor Americano existe o modo Gacha, um mini game usado para substituir o sistema de conta.

## Desafio Épico
O Desafio Épico é uma missão localizada no mar do continente de Ellia, na ilha da terra de prata e em arquimidia. Possui um nível de dificuldade altíssimo, em que o jogador enfrenta vários "chefes" (bosses) simultaneamente. Se o jogador conseguir completar a missão, ele recebe uma Moeda Épica, que poderá ser usada para comprar itens especiais, tais como acessórios, cartas monstro e roupas para o sistema de customização. Se ele falhar, receberá um pedaço da Moeda Épica que, ao atingir 10 unidades, poderão ser trocados por uma moeda épica. A missão conta com um sistema diferente: só está disponível durante 30 minutos a cada 1 hora. Por exemplo: ela vai estar disponível de 00h00 até 00h30 e, depois desse período, o jogador só poderá acessá-la a partir de 01h30, quando a missão abrirá novamente e, depois de 02h00, ela fechará, só abrindo às 03h00, e assim sucessivamente. Além disso, durante o período em que esta se encontra aberta, mesmo que o jogador termine antes da mesma fechar, não poderá jogar novamente até a próxima vez em que a missão abrir, só podendo completá-la 2 vezes por dia. A partir de 00:00, a contagem é zerada, e o jogador poderá jogar novamente. Atualmente existem 4 missões do desafio épico: "Altar da ruína", "Fornalha infernal", Torre das ilusões e Covil de Berkas.

## Sistemas
Em Grand Chase existem vários os sistemas, que vão desde que a criação de itens até união entre duas contas.

### Criação de Itens
Além de obter seus itens em Missões e eventos especiais ou adquiri-los na Loja, ainda há mais uma forma de se obter alguns equipamentos: através do Sistema de Criação de Itens. Com ele, você mesmo pode criar dezenas de itens, de Normais a Lendários, juntando os ingredientes necessários. Você consegue esses ingredientes como recompensa de Missões ou mesmo desconstruindo outros equipamentos que não queira mais usar. Desconstruir é outra característica desse sistema, e consiste em gastar um equipamento seu para transformá-lo em ingredientes. Quanto melhor a raridade do item gasto, melhores serão os ingredientes gerados.

### Forja Mágica
A Forja Mágica é uma forma de tentar adquirir itens de raridade Raros ou Épicos ao se adquirir equipamentos de GP na Loja.
Normalmente, todos os itens adquiridos na Loja por GP são Normais, mas com a Forja Mágica, você pode gastar um pouco mais de GP para tentar conseguir itens de melhor raridade.

### Sistema de Recompensas
O Sistema de Recompensas serve para você ganhar equipamentos e mascotes exclusivos.
Durante o período que ele estiver ativo, você junta Contas Seladas, que são gemas mágicas, ao jogar no Modo Missão e no Modo PVP (Player vs Player). Também é possível adquiri-las por GP na loja do jogo. Essas Contas podem ser abertas com Pergaminhos de Abertura, disponíveis por CASH.
Ao abrir uma Conta você receberá um prêmio aleatório, que pode variar desde consumíveis, como o Novo Clube Grand Chase e Removedores, até equipamentos lendários de um pacote exclusivo, que muda a cada edição do evento.
Reunindo todas as peças do pacote você recebe uma Arma à escolha para o mesmo personagem, completando também acessórios, você ainda recebe uma mascote especial!

### Sistema de Residência
Através do Sistema de Residências, você ganha uma casa para poder interagir com seus amigos de uma forma mais animada dentro do jogo, numa área exclusiva decorada por você. Além disso, no jardim da casa você pode cuidar de uma árvore mágica e coletar frutas que servem como buffs especiais no modo Missão.

### Sistema de União
O Sistema de União de Contas (ou Sistema de Duplas) permite ao jogador, formar uma dupla com outro jogador. Para fazer isso é necessário um dos jogadores ter em mãos um Anel da União, que pode ser adquirido tanto por GP como por CASH na loja do jogo. A formação da Dupla, deve ser feita no Plaza. O "Anel de GP", garante Bônus de +GP quando a Dupla jogar junto. Já o de CASH, além de garantir mais GP, aumenta também a quantidade de EXP (Experiência) adquirida. Há também roupas que podem ser adquiridas na Loja por CASH, e podem ser colocadas através do "Painel da Dupla".
Os outros jogadores poderão ver o nome da sua Dupla (caso você tenha uma), e poderão também acessar o seu Painel da Dupla (Somente nas Salas de PVP). Para trocar o Anel de GP pelo de CASH, é necessário os jogadores estarem em uma Sala de PVP, sendo que um deles com o Anel de CASH.

## Buzzy Bol Grand Chase
Buzzy Bol Grand Chase foi o Chiclete do Grand Chase. O Chiclete começou o ser comercializado em 24 de agosto de 2009, e teve sua produção finalizada no dia 31 de março de 2010. O preço da Caixa de Buzzy Bol era de em média R$ 4.99 e do chiclete separado 0.25 centavos. Dentro do Chiclete vinha uma figurinha de algum Personagem ou Monstro de Grand Chase e nessa figurinha havia também Código que pode ser regastado por Buzzy Points dentro do jogo. Com os Buzzy Points o jogador pode comprar itens exclusivos, incluindo a Mascote, Buzzy Kid. O Painel do Buzzy Bol se encontrava no lado superior direito da tela no Plaza.

### Buzzy Bol Grand Chase Fase 2
O Buzzy Bol Grand Chase Fase-2 começou a ser vendido em 18 de novembro de 2009. Entre as novidades estão a evolução Super Buzzy, da Mascote "Buzzy Kid" e novos itens que podiam ser trocados por Buzzy Points.

### Término do Buzzy Bol Grand Chase
No dia 3 de Fevereiro de 2010, foi anunciado que o "Sistema de Regaste dos Buzzy Points", seria removido do jogo em 31 de março de 2010, sendo assim, mesmo que o jogador ainda tivesse os Buzzy Points, não poderia mais usar-los.

## Coleções
Há uma pequena aba na tela de equipamentos chamada Coleções, nela o jogador poderá conferir 4 guias de itens bem diferentes.
Emotes: Na guia de Emotes, o jogador pode conferir todos os emotes (emoticons) que possui. Também é possível combinar 3 emotes para receber um novo de forma aleatória. Assim, o jogador poderá usar seus emotes repetidos para tentar ganhar novos e completar a coleção.
Eles podem ser atribuídos as teclas de 1 a 9 e 0. Se elas forem apertadas durante as lutas, exibirão o emote daquela tecla dentro de um balãozinho ao lado do personagem.
Títulos: Os títulos são itens especiais que quando ativados, dão ao jogador algumas habilidades extras, como recuperar energia mais rápido ou mais defesa, só podendo haver um título ativo por vez. Cada um deles é representado pela imagem de um determinado vilão de uma missão e precisam de um certo número de vitórias no Modo Heroico dela para ativá-los. O número necessário de vitórias aumenta de acordo com o título, sendo nos primeiros títulos necessário um número menor de vitórias e nos últimos um número maior. Se o jogador possui um título da lista, o título seguinte torna-se mais fácil, sendo necessário apenas a metade do número de vitórias que necessitava anteriormente. Um título cujo objetivo eram 100 vitórias, irá precisar de apenas 50 se o jogador já possuir o título anterior. Na Season Chaos, adquirir os títulos ficou mais fácil.
Mascotes: Na guia de mascotes, o jogador pode conferir, em forma de cartas, os mascotes que possui, organizados em uma lista que mostra a evolução deles, desde o ovo (se ele possuir o estágio de ovo) até o último estágio. Aqueles que possuem um mascote evoluído, poderão ver a evolução completa dele. Um jogador com um Goldie irá ver ele exibido ao lado da Gosma, que por sua vez estará do lado de um Ovo de Gosma.
Carta de Monstros: Nesse guia, contém todas as Cartas de Monstros. As cartas podem ser obtidas derrotando normalmente um monstro, com chance baixa, e elas equipam em diferentes equipamentos, como armas, luvas, elmo e capa. Entre as suas funções, estão: aumento de atributos, acréscimo na regeneração de HP/MP,etc.

## Manhwa
Na Coreia do Sul e Taiuã existe o Manhwa do jogo. O conteúdo do Manhwa justifica melhor a convivência e as aventuras dos personagens. Também é muito comum detalhar suas histórias, origens e romances.

### Edições e temporadas
Ao todo existem 23 edições modernas do livro ilustrado Grand Chase.
Com base o livro também já teve várias temporadas ultrapassadas que não tiveram continuidade. As informações atuais variam em cerca de quatro temporadas diferentes:
A base: Onde o formato (a aparência) dos personagens era compatível com as modelagens do jogo. Nessa temporada só havia Elesis, Lire e Arme e suas respectivas classes.
O médio: Onde os personagens eram mais adolescentes e possuíam robôs para derrotar seus inimigos. A temporada também classificava mais o humor. Havia apenas Elesis, Lire, Arme, Lass e Ryan.
O moderno: Onde possui mais ações e aventuras prolongadas. É comum os personagens também demonstrarem intrigas relacionadas ao humor e ao romance. A aventura está na edição 23 e ainda não acabou, os personagens atualmente são Elesis, Lire, Arme, Lass, Ryan, Ronan, Amy, Jin, Sieghart, Mari, Dio, Zero e Rey.

## Expansões

### Season 2
Em 4 de Janeiro de 2008, foi lançada no Servidor Coreano, a 1.ª Expansão do Grand Chase, intitulada "Grand Chase Season 2". Posteriormente, foi lançada no outros Servidores de Grand Chase, tendo sido disponibilizada no Brasil em 19 de junho de 2008. O primeiro anúncio oficial da Level Up! sobre a nova temporada do jogo ocorreu em 9 de maio de 2008, juntamente com um "Hotsite" que falava sobre as novidades da mesma. Os Servidores de Grand Chase que foram lançados posteriormente ao lançamento do "Grand Chase Season 2" na Coreia, já vinham com a Expansão, como foi o caso do Servidor Filipino, Tailandês e Americano.

### Season 3
Em Dezembro de 2009, começou a ser lançada no Servidor Coreano, a 2.ª Expansão do Grand Chase, intitulada "Grand Chase Season 3", tendo como início, o lançamento da 10.ª Personagem, Mari, e como fim, 2 missões novas, nos dois novos continentes e o Sistema de "Criação e Desconstrução de Itens". O lançamento da Season 3 foi finalizado em Fevereiro de 2010. Ao contrário da 1.ª Expansão, a Season 3 foi lançada por partes (Atos), no total de "3 Atos". O mais novo servidor do jogo, o Indonésio, já foi lançado com a Expansão. No dia 26 de abril de 2010, foi noticiado no site oficial do jogo no Brasil, o lançamento da Season 3, que iria ocorrer em duas partes: a 1.ª em 12 de maio e a 2.ª em 26 de maio de 2010. O lançamento da primeira parte foi marcado por quase 22 horas de manutenção, pelos inúmeros Bugs encontrados e problemas na hora de atualizar o jogo. Diferentemente do lançamento da segunda parte, que ocorreu sem mais problemas.
Datas de Lançamento
- Coreia do Sul: Entre Dezembro de 2009 e Fevereiro de 2010.
- Tailândia: 18 de março de 2010.[60]
- Indonésia: 20 de abril de 2010.[nota 1]
- Taiuã: 20 de abril[61] e 4 de maio de 2010.[62]
- Estados Unidos: 28 de abril[63] e 19 de maio de 2010.[64]
- Brasil: 12 de maio[65] e 26 de maio de 2010.[66]
- Filipinas: 1 de junho[67] e 22 de junho de 2010.[68]

### Chaos
No dia 7 de setembro de 2010, o presidente da KOG Studios - Won Lee - em uma entrevista a Uol Jogos comentou que a KOG pretende lançar uma Season 4 e que nessa temporada haverá mais conteúdos e mudanças no gráfico do jogo. Porém logo ficou se sabendo que a nova temporada não se chamaria Season 4, e sim Grand Chase Chaos.
Grand Chase Chaos fora lançada no dia 23 de Dezembro de 2010 na Coreia do Sul. Já no Brasil a primeira parte foi lançada em 30 de março de 2011 e a segunda foi espalhada por todo o mês de abril do mesmo ano.

### Rebirth of Heroes
É a quinta temporada do jogo, lançada em 2011 na Coreia do Sul e com previsão de lançamento para 2012 no Brasil.

### Eternal
A equipe de Grand Chase no Brasil anunciou a temporada Eternal durante o Anime Friends no dia 21 de julho de 2013 e foi lançada dia 13 de agosto.

### Season V
A temporada chegou no dia 15 de abril de 2014 e foi uma das temporadas que mais teve alterações. a Individualização de Personagens e Inventário, Renovação do Modo Missão, Reformulação do Mapa.

## Fechamento
Em 14 de janeiro de 2015, foi anunciado que a Level UP! Games fecharia o servidor brasileiro de GC. A Level UP tentou comprar da KOG os direitos da franquia para continuar sendo desenvolvido no Brasil, mas não teve sucesso. A KOG optou por encerrar os servidores no mundo e parte da equipe de GC será remanejada para outros projetos da empresa coreana. Caso os servidores brasileiros sofressem uma pane, a Level UP terá apenas o suporte da Tomo. A loja de Cash foi fechada em 2 de Fevereiro de 2015. Em 13 de maio, os servidores do GC foram encerrados.

## Grand Chase Mobile
Em novembro de 2018 foi lançada uma versão mobile do game disponível para Android e IOS, essa qual, é a continuação oficial do primeiro game, contendo o desenrolar da história original e a volta dos personagens do primeiro game, além de muitos outros novos. O jogo está extremamente popular, principalmente entre os fãs de RPG, e possui tradução e dublagem em português brasileiro.

## Grand Chase Classic
A desenvolvedora KOG anunciou na madrugada do dia 30 de junho de 2021 que Grand Chase seria relançado na plataforma de jogos Steam, e também relevou um beta fechado para o game. As pessoas que se inscreveram e foram selecionadas para o beta fechado puderam jogar Grand Chase entre o dia 30 de junho e 6 de julho de 2021.
No dia 26 de julho de 2021 a KOG anunciou que o jogo estará disponível para download no dia 28 de julho de 2021, com quatro personagens disponíveis para escolha dos jogadores, sendo eles Elesis, Lire, Arme e Lass.